# Ranunculus chilensis
Ranunculus chilensis är en ranunkelväxtart som beskrevs av Dc.. Ranunculus chilensis ingår i släktet ranunkler, och familjen ranunkelväxter. Inga underarter finns listade i Catalogue of Life.